# Vicentinópolis
| Vicentinópolis                                         | Vicentinópolis                                            |
| ------------------------------------------------------ | --------------------------------------------------------- |
|                                                        |                                                           |
| Wappen                                                 | Flagge                                                    |
| Wappen von Vicentinópolis                              | Flagge von Vicentinópolis                                 |
| Karten                                                 |                                                           |
| Gemeindegebiet von Vicentinópolis im Bundesstaat Goiás |                                                           |
| Basisdaten                                             |                                                           |
| Staat:                                                 | Brasilien (BRA)                                           |
| Verwaltungsgliederung:                                 | Mittelwesten                                              |
| Bundesstaat:                                           | Goiás (GO)                                                |
| Mesoregion:                                            | Süd-Goiás                                                 |
| Mikroregion:                                           | Meia Ponte                                                |
| Angrenzende Gemeinden:                                 | Edealina, Pontalina, Joviânia, Goiatuba, Porteirão, Edéia |
| Distanz zu Goiânia:                                    | 176 km                                                    |
| Geografische Lage:                                     | 17° 44′ S, 49° 48′ W                                      |
| Zeitzone:                                              | UTC−3 Sommer: UTC−2                                       |
| Fläche:                                                | 737,251 km²                                               |
| Einwohner:                                             | 7.371                                                     |
| Bevölkerungsdichte:                                    | 10,0 Einwohner / km²                                      |
| Höhe:                                                  | 646 m                                                     |
| Postleitzahl (CEP):                                    | 75555-000                                                 |
| Telefonvorwahl:                                        | +55 64                                                    |
| Adresse der Stadtverwaltung:                           | Rua Orcalino Ferreira de Meireles, Setor Centro           |
| Offizielle Webseite:                                   | vicentinopolis.go.gov.br                                  |
| Jahrestag:                                             | 10. Juni                                                  |
| Gemeindegründung:                                      | 1980                                                      |
| Politik                                                |                                                           |
| Bürgermeister:                                         | Neilton Ferreira de Ozeda (PSDB), 2009–2012               |
| Vize-Bürgermeister:                                    |                                                           |

Vicentinópolis ist eine politische brasilianische Gemeinde im Bundesstaat Goiás in der Mikroregion Meia Ponte. Sie liegt südsüdwestlich von Goiânia, der Hauptstadt des Bundesstaates, und südwestlich von Brasília.

## Geographische Lage
Vicentinópolis grenzt
- im Norden an Edealina
- im Nordosten an Pontalina
- im Südosten an Joviânia
- im Süden an Goiatuba
- im Südwesten an Porteirão
- von West bis Nord an Edéia mit dem Grenzfluss Rio dos Bois